# Plegmatoptera vicina
Plegmatoptera vicina är en insektsart som beskrevs av Gerstaecker 1895. Plegmatoptera vicina ingår i släktet Plegmatoptera och familjen Dictyopharidae. Inga underarter finns listade i Catalogue of Life.